# Đảng Xã hội Dân chủ (Nhật Bản)
Đảng Xã hội Dân chủ (社会民主党 (Xã hội Dân chủ Đảng)/ しゃかいみんしゅとう Shakai-minshu-tō, tiếng Anh: Social Democratic Party - SDP/ SPDJ), gọi tắt là Xã dân đảng (社民党 Shamin-tō, hay 社民 hay đơn giản chỉ là 社) là một đảng phái chính trị trung tả ở Nhật Bản được thành lập vào năm 1996. Kể từ khi cải cách và thay đổi tên vào năm 1996, đảng đã ủng hộ chủ nghĩa hòa bình và tự định nghĩa là một đảng dân chủ xã hội. Trước đây nó được gọi là Đảng Xã hội Nhật Bản (日本社会党, Nihon Shakaitō, viết tắt là JSP bằng tiếng Anh), từng là đảng đối lập lớn nhất ở Nhật Bản. Đảng đã từng có một thời gian ngắn tham gia vào liên hiệp (Nội các Hosokawa) từ giai đoạn 1993-1994 và thành lập một chính phủ liên hiệp dưới sự lãnh đạo của Murayama Tomiichi từ năm 1994 tới 1996. Sau thất bại ở cuộc tuyển cử năm 1996, đảng đã mất nhiều thành viên vào tay Đảng Dân chủ Nhật Bản trong năm 1998. Tới năm 2005 thì Đảng Xã hội Dân chủ chỉ còn là một đảng nhỏ.